# 恋は大吉
『恋は大吉』（こいはだいきち）は、日本テレビ系列の『トヨタ金曜劇場』枠（毎週金曜 21:00 - 21:55。トヨタ自動車を筆頭とするトヨタグループ単独提供）で1973年5月11日から11月16日まで放送されたテレビドラマ。

## 概要
ある神社と、その神社が経営する幼稚園、そして神社の近所のそば屋と大工一家を舞台に、前の夫・平岡に先立たれた子持ち未亡人の道子、神社の神主の娘・桂、そば屋の主人の娘・貴子の縁談、恋愛、結婚などを本作の主軸とし、結婚話に色々反応する周囲の人々との明るい交流などを描くホームコメディー。
寿神社の神主、平木澄房の次男・真直とその近所のそば屋、松風庵の主人・松本貫一の一人娘の貴子は目下恋仲という関係。ところが澄房と貫一のお互いの親同士で土地を巡って裁判沙汰となっているために、真直と貴子はそのようなことを親に打ち明けられない。しかも貫一は貴子と松風庵の店員の常次郎と結婚させた上で二人に店を継がせようと考えているのだった。
浩平役の児玉清は、澄房役の森雅之は学生時代からあこがれていたとして、本作で親子役として共演したことを「天にも昇るといった嬉しさ」だったと振り返っている。しかし森はこの時すでに体調が思わしくなく、第5回を以って降板、澄房役は中村伸郎に交替している。

## キャスト
- 松本貴子：和泉雅子
- 平岡道子：南田洋子
- 平木桂：紀比呂子
- 平木浩平（桂の兄・長男）：児玉清
- 平木真直（桂の兄・次男）：松山省二
- 平木澄房：森雅之（第5話まで）→ 中村伸郎（第6話 - 最終話）
- 松本貫一：千秋実
- 松本マツエ（貫一の妻）：斎藤美和
- 常次郎：小松政夫
- 道子の兄・秀市：内藤武敏
- ひめ：細川ちか子
- 健：岡本信人
- ユメ子（巫女）：麻丘めぐみ - 夜は定時制高校に通う。
- ぼたん（巫女）：ちあきなおみ
- 勇（道子の連れ子）：池田義彦
- マリ子：細川美恵
- 敏子（寿幼稚園の先生）：ビーバー
- 妙子（寿幼稚園の先生）：佐藤耀子
- 千代（一杯飲み屋の手伝い）：青柳三枝子
- 君江（一杯飲み屋の主人）：沢たまき

## スタッフ
- 脚本
  - 岡本克己（第1話 - 4話、7話、8話、11話、17話、18話、20話、22話、25話、26話）
  - 布勢博一（第5話、6話、9話、10話、12話 - 16話、19話、21話、23話、24話、27羽、28話）
- 演出
  - 波多腰晋二（第1話、2話、5話、11話、16話）
  - 矢野義幸（第3話、4話、6話、9話、10話、13話、14話、18話、19話、21話、25話、28話）
  - 新沢浩（第7話、12話、17話、20話、23話、26話）
  - 伊藤祥二（第8話、15話、22話、24話、27話）
- 音楽：山下毅雄
- 制作：日本テレビ

## 主題歌
- 市丸『キチ・きち・吉』（作詞：岩谷十二郎、補作詞・作曲：山下毅雄、編曲：ボブ佐久間　ビクター音楽産業）
  - 挿入歌：ビーバー『参った困った大騒ぎ』（詞：？、曲：山下毅雄、編曲：ボブ佐久間　日本コロムビア）